# اقیرشو
اقیرشو (به لاتین: Aghireșu) یک منطقهٔ مسکونی در رومانی است که در شهرستان کلوژ واقع شده‌است.

## خصوصیات
اقیرشو ۱۰۵٫۷۹ کیلومترمربع مساحت و ۷٬۱۵۶ نفر جمعیت دارد و ۴۴۷ متر بالاتر از سطح دریا واقع شده‌است.